# NGC 7197
NGC 7197 is een spiraalvormig sterrenstelsel in het sterrenbeeld Hagedis. Het hemelobject werd op 17 oktober 1786 ontdekt door de Duits-Britse astronoom William Herschel.

## Synoniemen
- UGC 11887
- MCG 7-45-5
- ZWG 530.3
- IRAS 22008+4049
- PGC 67921